# Xiaowei Liu
 (décembre 2019).
Si vous disposez d'ouvrages ou d'articles de référence ou si vous connaissez des sites web de qualité traitant du thème abordé ici, merci de compléter l'article en donnant les références utiles à sa vérifiabilité et en les liant à la section « Notes et références ».
Xiaowei Liu est une astronome chinoise, vice-présidente de l'Union astronomique internationale de 2015 à 2018.